# Hydroporus holzschuhi
Hydroporus holzschuhi är en skalbaggsart som beskrevs av Hans Fery 2009. Hydroporus holzschuhi ingår i släktet Hydroporus och familjen dykare. Inga underarter finns listade i Catalogue of Life.